# Schmedeswurth
Schmedeswurth là một đô thị thuộc huyện Dithmarschen, trong bang Schleswig-Holstein, Đức. Đô thị Schmedeswurth có diện tích 5,91 km².